# Institutions et lieux de culture en Suisse
Les institutions et lieux de culture en Suisse sont les moyens de promotion et d'encouragement ainsi que les moyens et de diffusion de la culture en Suisse et à l'étranger.
En Suisse, la politique culturelle est du ressort des cantons suisses. Néanmoins, en vertu du principe de subsidiarité, le cadre général est donné par la Confédération. La promotion et l'encouragement de la culture est pratiquée au niveau fédéral pour les projets d'intérêt national ; les institutions cantonales ainsi que des personnes physiques et morales privées sont les autres acteurs de promotion et d'encouragement œuvrant également à la diffusion de la culture en Suisse. Les moyens de diffusion de la culture se retrouvent en des lieux tels que les musées, les salles de spectacles ou les événements culturels. À ceux-là s'ajoutent les médias tels que la presse écrite, la radio, télévision et internet. Les écoles professionnelles, au titre de lieux de formation, participent également à la diffusion de la culture.

## Institutions

### Politique culturelle
« La culture est du ressort des cantons ». Néanmoins, « la Confédération peut promouvoir les activités culturelles présentant un intérêt national et encourager l’expression artistique et musicale, en particulier par la promotion de la formation ».
La culture n'étant pas une tâche prioritaire de la Confédération, la part de son budget alloué à la culture est faible : 0,3 % du total. En chiffre cela représente environ 200 millions de francs suisses. Celle des cantons est variable en fonction de leur importance. À titre d'exemple, les budgets cantonaux de Zurich (322 millions de francs suisses en 2002), et Genève (234 millions), sont même plus élevés que la part de la Confédération. Les entreprises privées contribuent pour 320 millions de francs suisses.

#### Office fédéral de la culture
L'Office fédéral de la culture (OFC) fait partie du Département fédéral de l'intérieur. Il a pour mission de favoriser la diversité de la culture et de préserver son développement en toute indépendance. Il fixe le contexte et les conditions générales de l’activité de création culturelle en Suisse, élabore des accords internationaux sur le transfert des biens culturels et s'occupe de la sécurité sociale des artistes.
L'office est responsable de la gestion de la bibliothèque nationale suisse et des musées nationaux suisses mais également de l'encouragement à la culture qui s'applique dans les domaines du cinéma, des arts appliqués, de la littérature, de la musique de la danse et du théâtre ; cet encouragement s'applique également à la protection du paysage, à la conservation des monuments historiques et des sites archéologiques. Enfin, la Confédération appuie et encourage la formation des expatriés ainsi que les projets des diverses communautés linguistiques et culturelles,.

#### Encouragement fédéral
Dans le cadre de la Constitution de la Suisse, la Confédération peut promouvoir les activités culturelles d’intérêt national. Elle doit pour cela tenir compte de la diversité culturelle et linguistique du pays. Elle agit là où les autres promoteurs publics de la culture sont déficients ou ne peuvent agir en encourageant des mesures ou des projets comme les échanges culturels entre régions ou avec l'étranger, les concours et les prix fédéraux.
Une loi sur l’encouragement de la culture (LEC)  a été ratifiée le 11 décembre 2009 et est entrée en vigueur le 1er décembre 2012. Elle permet de définir clairement la répartition des compétences entre l’Office fédéral de la culture (OFC) et la fondation Pro Helvetia,.
L'organisme Présence Suisse promeut l'image de la Suisse à l'étranger. Dans le cadre de la culture il travaille avec Pro Helvetia,.

#### Pro Helvetia
Créée en 1939, Pro Helvetia est une fondation fédérale de droit public suisse, réglée par la loi sur Pro Helvetia de 1965, financée exclusivement par la Confédération suisse. Ses activités au début du XXIe siècle englobent les tâches suivantes principalement pour la création contemporaine : maintenir et préserver les caractéristiques culturelles du pays ; encourager les créations de l’esprit, en s’appuyant sur les forces vives des cantons, des différentes régions linguistiques et des divers milieux culturels ; promouvoir les échanges culturels entre ces régions et ces milieux et entretenir les relations culturelles avec l’étranger. Ceci dans les domaines des beaux-arts (arts visuels), littérature, musique, activités interdisciplinaires (animation culturelle, culture populaire), danse et théâtre.
Pro Helvetia possède quatre bureaux de liaison, situés au Caire, à Varsovie, à New Delhi et au Cap. Elle gère les centres culturels suisses dont les principaux sont à Paris, Rome (Institut suisse de Rome) et New York (Swiss Institute).
Avec la nouvelle loi en préparation (LEC) Pro Helvetia pourra à l'avenir se concentrer principalement sur la diffusion de l’art et les échanges culturels en Suisse et avec l’étranger.

#### Initiative du pour-cent culturel
En 1980, une initiative populaire propose notamment qu’un pour-cent des dépenses fédérales soit alloué à la culture. Un contre-projet plus modéré est proposé par le Conseil fédéral. En 1984, l'initiative et le contre-projet du Conseil fédéral sont tous deux rejetés par le peuple.

#### Protection du patrimoine
« La protection de la nature et du patrimoine est du ressort des cantons ». « Dans l’accomplissement de ses tâches, la Confédération prend en considération les objectifs de la protection de la nature et du patrimoine. Elle ménage les paysages, la physionomie des localités, les sites historiques et les monuments naturels et culturels ; elle les conserve dans leur intégralité si l’intérêt public l’exige ». Le premier article constitutionnel sur la protection de la nature et du patrimoine est adopté pour la première fois en 1962. L'Office fédéral de la culture publie trois inventaires : l'inventaire fédéral des sites construits à protéger en Suisse (ISOS, depuis 1973), l'inventaire fédéral des paysages, sites et monuments naturels d'importance nationale (IFP, depuis 1977) et l'inventaire des voies de communication historiques de la Suisse (IVS, 1984-2003). Au sein du département fédéral de la Défense, de la protection de la population et des sports, l'Office fédéral de la protection de la population dresse l'inventaire suisse des biens culturels d'importance nationale et régionale à protéger en cas de catastrophe. Les Cantons possèdent également des outils de recensement architectural et de protection du patrimoine immobilier, ils sont disponibles en-ligne et ils donnent une évaluation du patrimoine immobilier. Le cas échéant, ils indiquent également les mesures de protection attribuée aux différents objets, ensembles et sites bâtis (voir p. ex. le Recensement architectural du Canton de Vaud).

### Encouragement privé

#### Mécénat
Les grandes entreprises et notamment les banques et assurances participent au financement de la culture en Suisse. Les arts du spectacle sont les principaux bénéficiaires, suivi par la conservation culturelle et les arts plastiques. L'audiovisuel, avec le cinéma, les bibliothèques et la littérature sont par contre peu aidés par les entreprises. L'aide va surtout aux grandes institutions au détriment des acteurs culturels indépendants. L'achat ou la commande d'œuvre est un des moyens pour les entreprises de « s'approprier » l’art ou la culture. Un autre moyen étant l'organisation de manifestations propres (concours ou expositions).

#### Le pour-cent culturel Migros

Logo Migros pour-cent culturel.

Le pour-cent culturel Migros est un mode de financement volontaire de la culture en Suisse par la Migros, un conglomérat d'entreprises suisses actives dans le secteur de la grande distribution. Il a été imaginé par son fondateur, Gottlieb Duttweiler, qui a décidé d'affecter une partie du chiffre d'affaires à des buts non lucratifs. Le pour-cent culturel a été mis en place dès 1957. C'est aujourd'hui un acteur important de la scène culturelle suisse.

#### Organisations de protection du patrimoine
La société civile est à l'origine de nombreuses associations de protection du patrimoine. Dès la fin du XIXe siècle, avec le développement industriel, le Heimatschutz entend préserver le paysage, l'habitat, les coutumes et les traditions locales. Patrimoine suisse est fondée en 1905 en vue de préservation les monuments historiques et les paysages. La ligue suisse pour la protection de la nature, qui deviendra Pro Natura, est créée en 1909 dans le but initial de réaliser le parc national suisse. Des fondations de droit privé, en partie financées par les pouvoirs publics, archivent et sauvegardent la production nationale de films, les enregistrements sonores, les photos et la vidéo : la Cinémathèque suisse (1943), la Phonothèque nationale suisse (1987) et l’association Memoriav (1995).

### Financement de la culture par les jeux de hasard
En Suisse, les jeux de hasard et les loteries doivent dédier une partie des gains au financement de la culture. La loi fédérale du 8 juin 1923 sur les loteries et les paris professionnels est entrée en vigueur le 1er juillet 1924 et a subi plusieurs modifications en 2002 et 2008,.

## Prix artistiques et patrimoniaux
Des institutions privées à la Confédération en passant par les cantons, nombreux sont les prix d'encouragement pour jeunes ou les concours pour artistes confirmés.
Dans le cadre de l'encouragement de la culture par la Confédération, l'Office fédéral de la culture organise concours et prix dans les domaines de l'art, l'architecture (dans le cadre de l'art), le design, le cinéma, la photographie (dans le cadre du design), la danse et le théâtre, pour la littérature et la musique.
Le Concours suisse d'art est ouvert aux artistes et architectes suisses ainsi qu'aux médiatrices et médiateurs d'art et d'architecture. Le Grand Prix suisse d'art/Prix Meret Oppenheim, quant à lui, distingue les artistes et architectes reconnus et âgés de plus de 40 ans. Le prix, décerné par l'Office fédéral de la culture, récompense la réalisation d'une œuvre d'importance.
La bourse Kiefer-Hablitzel. La Fondation Kiefer-Hablitzel organise chaque année depuis les années 1950 des concours pour des jeunes musiciens et jeunes artistes des beaux-arts,.
En design et photographie, l'Office fédéral de la culture décerne plusieurs prix suisses de design. Il organise depuis 1918 le concours fédéral de design ouvert aux jeunes designers jusqu'à l'âge de quarante ans. Depuis 1999, il y a également le concours « Les plus beaux livres suisses » dont le but est de promouvoir le design du livre en Suisse. En outre le Prix Jan-Tschichold est une récompense attribuée indépendamment des livres présentés au concours. Le prix « DESIGNER » distingue des designers ou bureaux de design confirmés contribuant à la reconnaissance du design suisse.
Pour le cinéma, l'Office fédéral de la culture organise, depuis 1996, la « Journée du Cinéma Suisse » qui se déroule au festival du film de Locarno. Le Prix du cinéma suisse, « Quartz », existe depuis 1998. Il est remis à partir de 2009 dans le cadre d’un gala au Palais de la culture et des congrès de Lucerne, les films étant présentés aux Journées cinématographiques de Soleure.
Les Prix suisses de danse, organisé par l'OFC, distinguent tous les deux ans des personnalités et troupes du monde de la danse suisse. Il existe en outre le « projet danse » avec différents groupes de travail dont le but est d'améliorer les conditions-cadres et de créer les instruments de défense et renfort de la qualité de la danse en Suisse pour éviter que les meilleurs danseurs et danseuses suisses ne s’expatrient. Au niveau privé, le Prix de Lausanne est un concours international pour jeunes danseurs de toutes nationalités existant depuis 1973. Le but du concours est la recherche de jeunes talents et de parfaire leur formation.
Les Prix suisses de théâtre, organisés par l'OFC, distinguent chaque année des personnalités et groupes du monde du théâtre. La distinction de la société suisse du théâtre (STS), a été transmise à l'OFC en collaboration avec la STS, pour devenir le Grand prix suisse de théâtre/Anneau Hans Reinhardt. Au niveau fédéral, le théâtre est également soutenu par la fondation Pro Helvetia.
Les Prix suisses de littérature, organisés par l'OFC, distinguent chaque année des auteurs suisses et en alternance une année sur deux un traducteur et un médiateur.
Les Prix suisses de musique, organisés par l'OFC, distinguent des musiciens suisses, chaque année depuis 2014.
En matière de patrimoine, le Prix Wakker est décerné par Patrimoine suisse à la commune ou l'organisation qui a fait des efforts pour préserver et mettre en valeur son patrimoine. Patrimoine suisse décerne également le Prix Heimatschutz à des groupes qui s'engagent dans leur milieu en faveur de la protection du patrimoine.

## Manifestations et lieux de culture

### Musées
Avec plus de 900 musées dont 42 % de musées régionaux (en 1998), la Suisse est un pays possédant une forte densité de musées en relation à sa population (environ 7 100 000 habitants en 1998). Le nombre de musées était trois fois moins important en 1950.

#### Arts plastiques et visuels

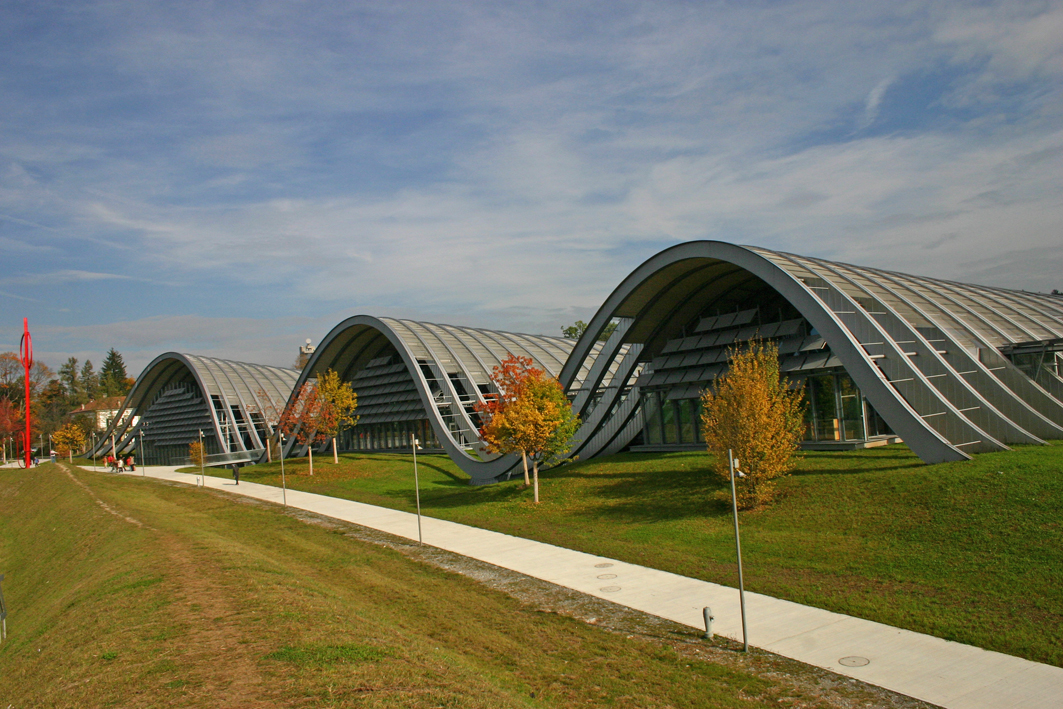
Centre Paul Klee à Berne.

Les principaux musées de Beaux-Arts sont le Kunstmuseum de Bâle, le Kunstmuseum de Berne (1809), le Kunsthaus de Zurich et le Musée d'art et d'histoire de Genève. Le Kunstmuseum (musée des Beaux-Arts) de Bâle présente la peinture rhénane entre 1400 et 1600, avec des œuvres de Konrad Witz ou Lucas Cranach l'Ancien et la plus grande collection de la famille Holbein : Hans Holbein le Jeune, son père Hans Holbein l'Ancien et son frère Ambrosius Holbein). On y trouve également de l'art européen en général de 1850 au XXIe siècle (peintures d'Arnold Böcklin, Pablo Picasso, Georges Braque, Fernand Léger), du cubisme, de l'expressionnisme allemand, et de l'art américain depuis 1950. Le musée des Beaux-Arts de Berne, fondé en 1809, est le plus ancien de Suisse. Sa collection couvre une période de huit siècles. On peut y voir notamment des œuvres de Paul Klee, Pablo Picasso, Ferdinand Hodler et Meret Oppenheim. Le Kunsthaus de Zurich possède des œuvres de peintres suisses comme Johann Heinrich Füssli, Rudolf Koller, Arnold Böcklin, Giovanni Segantini, Ferdinand Hodler, Félix Vallotton ainsi que des représentants du Mouvement concret de Zurich. On y trouve également des expressionnistes nordiques, comme Edvard Munch, des peintres modernes comme Paul Klee ou des représentants du mouvement Dada ainsi que la plus grande collection dans un musée d'Alberto Giacometti. Le Musée d’art et d’histoire de Genève est un musée encyclopédique dont les collections rassemblent l’archéologie, les arts appliqués et les beaux-arts. Outre son important fonds lié à l’identité régionale, la collection beaux-arts témoigne de l’art ancien, moderne et contemporain. Le musée abrite le célèbre retable de Konrad Witz ainsi que des grands noms de l'histoire de la peinture: Paul Véronèse, Pierre Paul Rubens, Camille Pissarro, Paul Cézanne, Claude Monet, Pierre Bonnard, Maurice de Vlaminck, Pablo Picasso, Georges Braque ou encore Alberto Giacometti et Bram Van Velde. À leurs côtés prennent place des ensembles monographiques uniques dédiés à Jean-Étienne Liotard, Alexandre Calame, Jean-Baptiste Corot, Ferdinand Hodler et Félix Vallotton.
Parmi les différents musées consacrés à l'art contemporain, celui de Genève est le plus grand. Le musée d'Art moderne et contemporain (MAMCO) (1994), possède une collection de 3 000 œuvres dont plus de 1 300 lui appartiennent.
De nombreux collectionneurs privés ont créé des lieux ouverts au public. Par exemple, le Centre Paul Klee (2005) à Berne, construit par l'architecte Renzo Piano, regroupe de nombreuses œuvres de Paul Klee (tableaux, aquarelle et dessins), des textes biographiques, des objets personnels et des archives photographiques. Le Musée Tinguely (1996) à Bâle, est conçu par l'architecte Mario Botta et est consacré à l'artiste Jean Tinguely. La Fondation Beyeler à Riehen, prend place dans un bâtiment de Renzo Piano inauguré en 1997. Les collectionneurs Hildy et Ernst Beyeler ont créé la fondation en 1982. La collection est composée d'œuvres impressionnistes, post-impressionnistes et cubistes du début du XXe siècle, ainsi que des œuvres de l'art américain des années 1950. La Fondation Beyeler réalise régulièrement de grandes expositions temporaires, c'est la deuxième plus grande fréquentation avec 350 000 visiteurs par an en 2007. La Fondation Gianadda (1978) à Martigny est un grand site d'exposition d'art privé accessible au public. Construit au-dessus d'un temple romain, il comporte plusieurs expositions permanentes : un musée gallo-romain, un musée de l'automobile, la cour Chagall et un jardin de sculptures du XXe siècle. En outre, la fondation organise trois ou quatre expositions temporaires par année comme Offrandes aux Dieux d’Égypte en 2008 ou Pablo Picasso : Picasso et le cirque en 2007.

#### Musées nationaux suisses

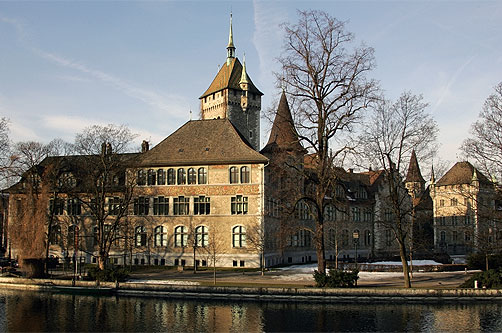
Le Musée national suisse à Zurich.

Les Musées nationaux suisses est une institution dépendant de l'Office fédéral de la culture regroupant huit musées répartis dans différentes régions de la Suisse. Trois musées sont historiques (le musée national suisse de Zurich, le forum suisse d'histoire de Schwytz et le château de Prangins) les autres musées sont spécialisés sur un thème. Avec près d’un million d’objets d’intérêt national, ils présentent la culture et l'histoire de la Suisse, de la préhistoire au XXIe siècle à Zurich, le développement économique, social et culturel aux XVIIIe siècle et XIXe siècle à Prangins, la vie quotidienne sur le territoire de la Suisse actuelle entre 1300 et 1800 à Schwytz, une collection d'automates de musique à Seewen, de la porcelaine à Zurich et le Musée suisse des douanes à Cantine di Gandria.
L'histoire de la création du Musée national suisse remonte à l'époque de la République helvétique où l'idée de collectionner et de préserver des biens culturels menacés est émise mais reste sans suite. Avec l'État fédéral de 1848 et après le succès de la section d'art ancien de l'Exposition nationale de 1883 à Zurich, l'idée prend forme et, en 1890, la décision est prise de créer un tel musée national. À ses débuts, il était localisé  uniquement à Zurich et présentait essentiellement l'archéologie, les témoignages sur la vie au Moyen Âge et à l'époque moderne, ainsi que les arts appliqués.

#### Histoire

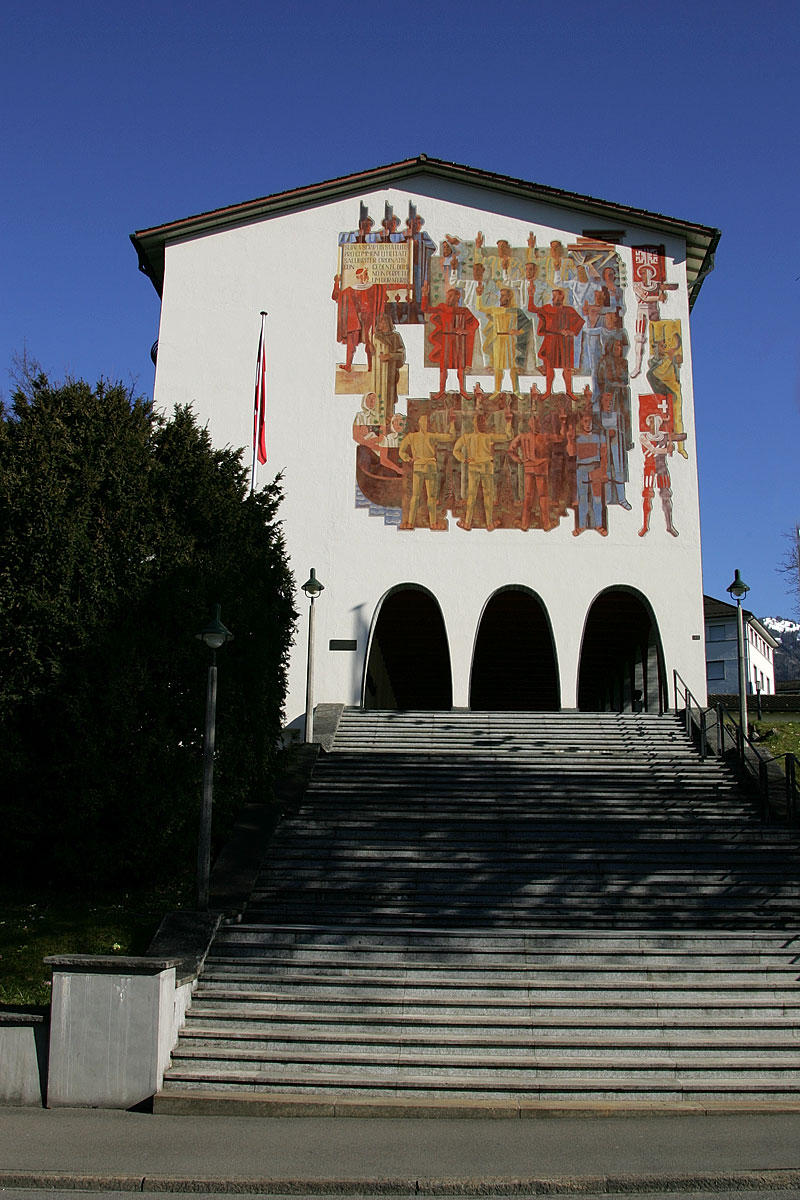
Le musée des chartes fédérales à Schwytz.

Le musée des chartes fédérales (1936), à Schwytz, est le « lieu de mémoire » de la Confédération. Il conserve les pactes fédéraux de 1291 à 1513 et les chartes de franchises dont certaines remontent à 1230,.
Le musée international de la Réforme (2005), à Genève, présente la Réforme protestante. Il est situé à l'emplacement de l'ancien cloître jouxtant la cathédrale Saint-Pierre où les Genevois adoptèrent la Réforme le 21 mai 1536. L'essentiel des collections est constitué de manuscrits, de gravures, de portraits et de caricatures, de bibles et de livres anciens. Le joyau du musée est la première Bible imprimée en français en 1535.
Le Laténium (2001), à Hauterive, est un musée archéologique qui s'étend sur 2 500 m2 sur les rives du lac de Neuchâtel. Il retrace la vie et les activités des peuples vivant dans la région en présentant des vestiges de l'époque celte provenant notamment du site de la Tène (voisin du Laténium) et des peuples lacustres. Il doit son nom au site de La Tène, qui a donné son nom à la civilisation celtique du second Âge du fer. Autres musées archéologiques : Augusta Raurica, musée romain d'Avenches, Musée romain de Nyon, Amphithéâtre de Vindonissa.

#### Autres thèmes

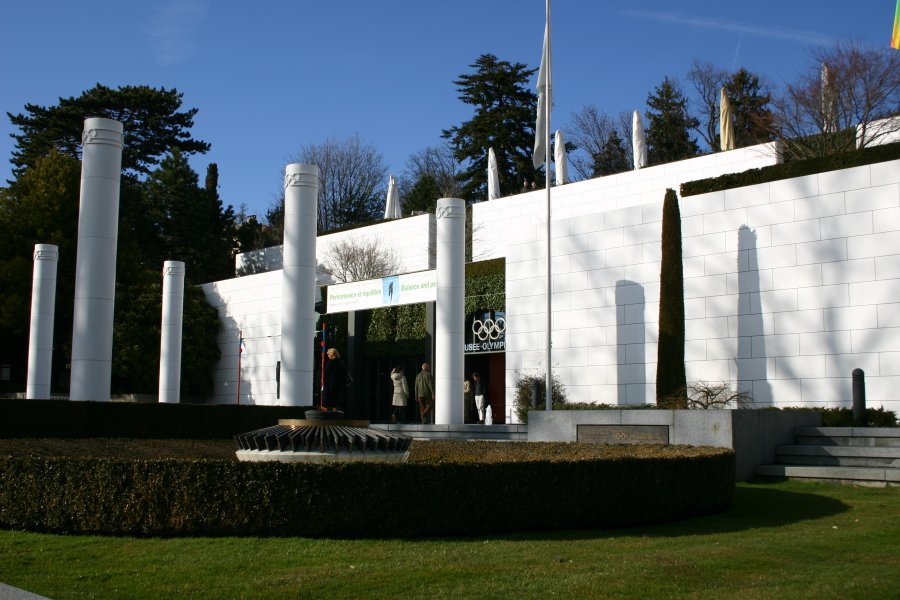
Le Musée olympique à Lausanne.

La Suisse dispose également des musées à thématique unique :
Le musée suisse des transports (1959) de Lucerne est le musée le plus visité du pays avec 875 000 visiteurs en 2007 dont de nombreux enfants en course d'école. Il comprend une collection de locomotives, wagons, autos, bateaux, téléphériques, avions et capsules spatiales, soit plus de 3 000 objets sur quelque 20 000 m2 de surface d’exposition. Il comporte aussi un cinéma circulaire IMAX et un Planetarium.
Le musée olympique (1993), à Lausanne, est consacré à l'histoire des Jeux olympiques. Il a reçu le Prix du musée européen de l'année en 1995.
Le musée international de la Croix-Rouge et du Croissant-Rouge (1988), à Genève, présente les multiples activités du mouvement international de la Croix-Rouge et du Croissant-Rouge dans le domaine de l'aide humanitaire. On peut y voir, depuis le 7 juin 2002, l'original de la première Convention de Genève de 1864 (prêté par les Archives fédérales suisses).
La Fondation Martin Bodmer, à Cologny, est l'une des plus importantes bibliothèques privées au monde. Elle abrite quelque 160 000 pièces en 80 langues environ, des centaines de manuscrits occidentaux et orientaux, 270 incunables (imprimés antérieurs à 1500), parmi lesquels le seul exemplaire de la Bible de Gutenberg conservé en Suisse.
Le Musée suisse de l'habitat rural du Ballenberg (1978), à Brienzwiler, est un site de 660 000 m2 situé sur des collines boisées sur lequel des maisons et des fermes, de différentes époques (du XVIe siècle au XIXe siècle) et de différentes régions du pays, ont été déplacées et reconstruites à l'identique. Des démonstrations de différents aspects de la vie quotidienne à la campagne et des artisanats traditionnels sont régulièrement présentés.

### Foire
Art Basel est l'une des plus importantes foires d'art contemporain du monde avec près de 300 galeries représentées. C'est le lieu de rencontre des galeristes, collectionneurs et artistes du monde entier. Depuis 2002, Art Basel organise une manifestation parallèle en décembre à Miami, aux États-Unis sous le nom d'Art Basel Miami Beach. La première édition eut lieu en 1970 sur l'initiative des galeristes et collectionneurs Trudl Bruckner, Balz Hilt et Ernst Beyeler.

### Expositions nationales suisses

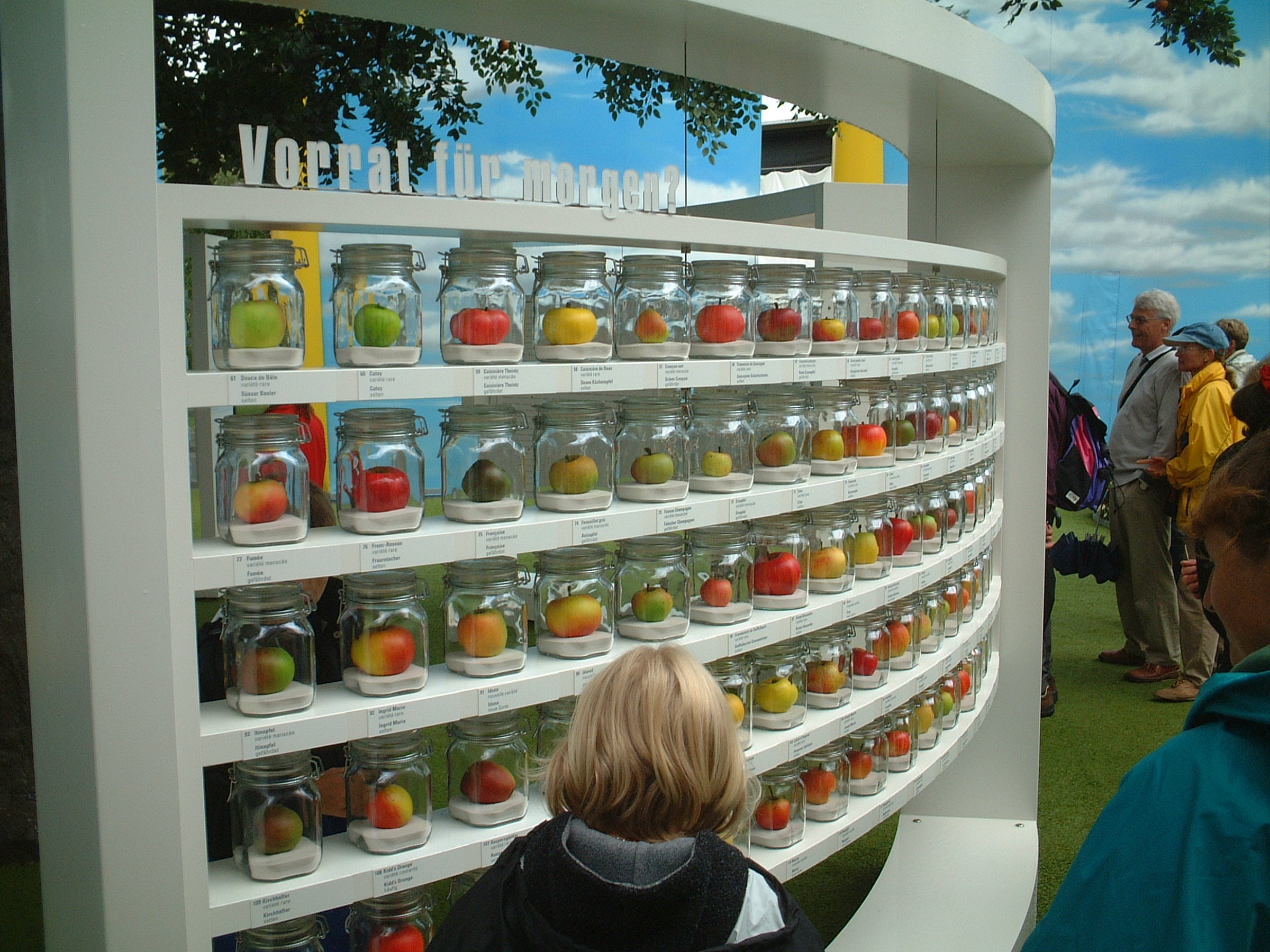
À Neuchâtel en 2002.

Les expositions nationales suisses sont des expositions ayant lieu tous les vingt-cinq ans environ.
Nées sous l'impulsion de comités et associations économiques locales, elles s'inspirent de manifestations traditionnelles locales et cantonales (foires économiques) mais ne correspondent pas à la définition de la foire traditionnelle car la présentation des produits et marchandises est effectuée avec une mise en scène de la nation dans le but de rassembler et de répondre aux attentes socio-politiques des visiteurs autour de thèmes choisis. La présentation des produits et marchandises tend à disparaître au fil des éditions. Les expositions nationales sont ainsi le « miroir » de la société suisse à un moment donné.
Officiellement, la première exposition nationale est celle de Zurich en 1883. Les suivantes eurent lieu en 1896 à Genève, en 1914 à Berne, en 1939 à Zurich, en 1964 à Lausanne et en 2002 à Bienne, Neuchâtel, Yverdon-les-Bains et Morat.

### Salles de spectacles

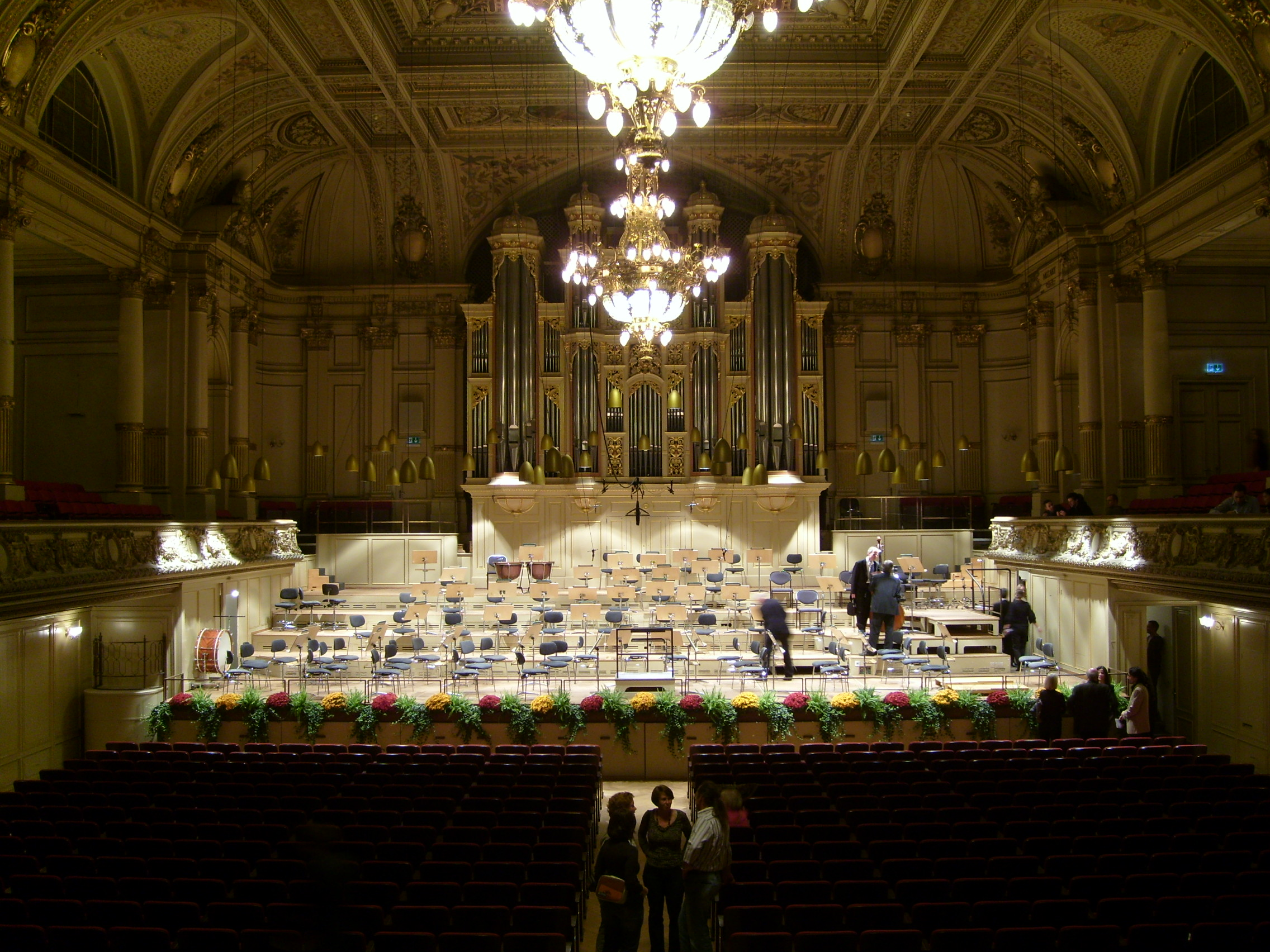
La Tonhalle de Zurich.

Les grandes villes possèdent des lieux adaptés en fonction de l'usage : des salles de théâtre, comme le Schauspielhaus de Zurich, aux grandes salles pour l'opéra tel que le Grand Théâtre à Genève et l'Opéra de Zurich ; la musique classique tel que le Victoria Hall de Genève ou la Tonhalle de Zurich.
Des salles sont polyvalentes et se destinent à des événements d'ampleur régionale, voire nationale, tels que l'Arena de Genève, l'Auditorium Stravinski de Montreux ou le Palais de la culture et des congrès de Lucerne.
Des lieux, dont la fonction première n'est pas le spectacle scénique, sont utilisés pour recevoir les événements devant accueillir de nombreux spectateurs, tels que l'ancien aérodrome de Dübendorf qui a reçu les spectacles de Madonna (2008) et des Rolling Stones (2006) ou des stades comme l'Hallenstadion de Zurich qui accueille des matches de hockey sur glace mais aussi des concerts de pop-rock.

### Festivals

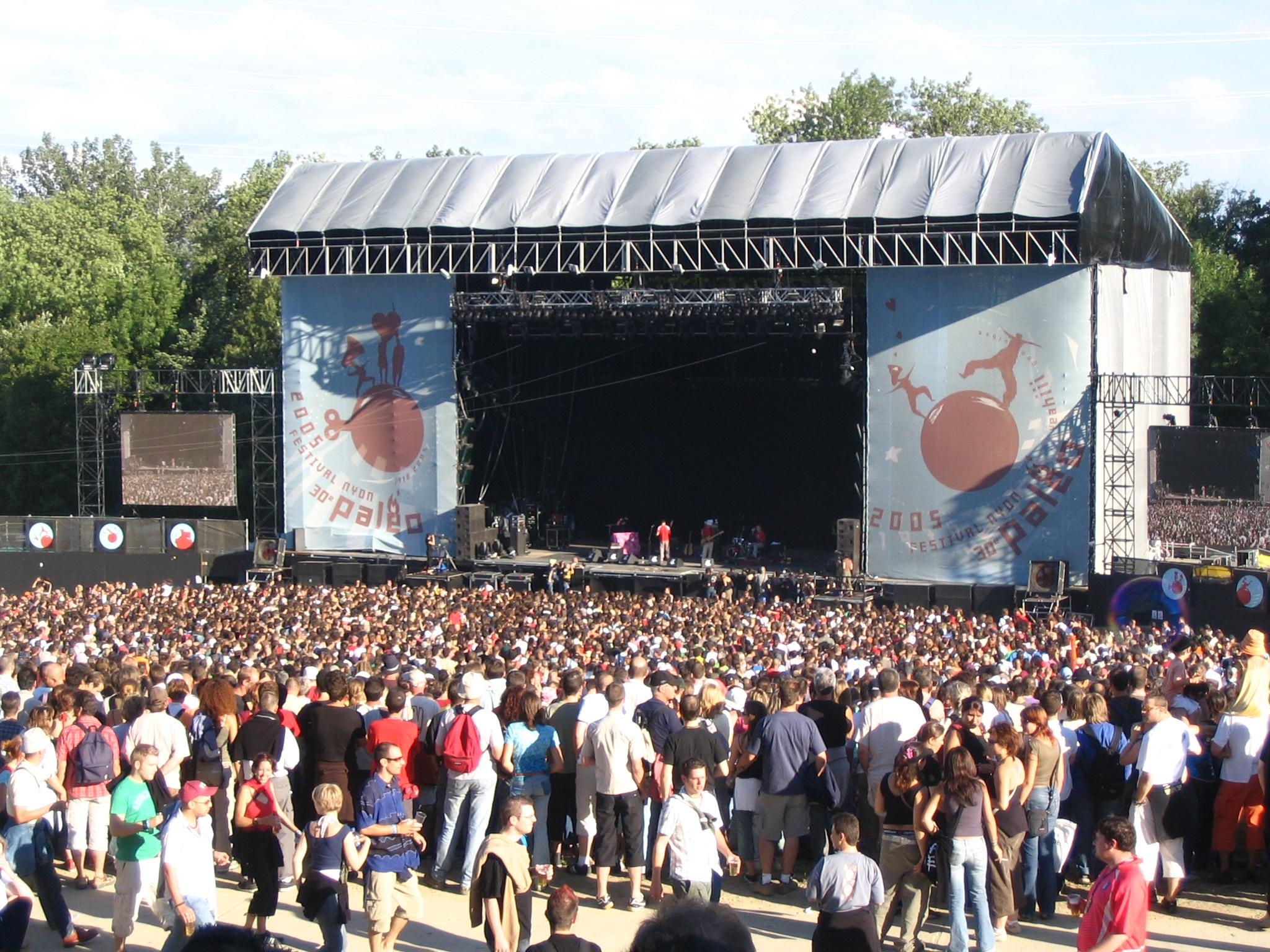
le Paléo Festival Nyon.

Des festivals de renommées en Suisse sont consacrés à la musique (classique, jazz, pop-rock en salle ou en plein air), au cinéma ou à la bande dessinée.
Le Festival de musique de Lucerne existe depuis 1938. Il a lieu au Palais de la culture et des congrès de Lucerne et se compose de trois événements : en été avec plus de cent concerts symphoniques ou de chambre ; à Pâques, depuis 1988 et en novembre, depuis 1998, un festival autour du piano. À ses débuts, il avait lieu au Kursaal Luzern puis, depuis 1998, au nouveau Palais de la culture et des congrès. Son offre de musique pour piano classique ou jazz est très grande,. Le Festival international de musique de Sion est sous la direction artistique de Shlomo Mintz. Jusqu'en 2001, c'était le Festival international de musique Tibor Varga. Les concerts ont lieu essentiellement à l'église des Jésuites de Sion mais aussi en diverses localités du Valais. Le Menuhin Festival Gstaad à Gstaad, fondé en 1956 par Yehudi Menuhin est l’un des plus anciens festivals de musique classique de Suisse. L'offre est diverse : musique de chambre, concerts symphoniques, musique contemporaine,.
Les festivals de musique en plein air ont lieu durant la période estivale : parmi les plus anciens de la musique pop-rock il y a le Paléo Festival Nyon (1976) à Nyon, le Gurtenfestival (1977) près de Berne, l'OpenAir St. Gallen (1977) à Saint-Gall et le festival de la Bâtie (1977) à Genève.
Le Paléo Festival Nyon est un des plus grands festivals de musique en plein air d'Europe avec des artistes du monde entier. Il accueille environ 225 000 spectateurs par année depuis l'édition 2006. Le festival de la Bâtie touche différents domaines artistiques : musique, danse, théâtre et des performances scéniques. Les premières années, il a lieu durant trois jours au Bois de la Bâtie. Par la suite, le concept change pour se tenir dans les salles et lieux de culture existant en ville de Genève, de localités en périphérie tant sur le territoire du canton qu'en France voisine.
Parmi les festivals plus récents, on peut mentionner l'Openair Frauenfeld (1985) à Frauenfeld qui présente du hip-hop, l'Open Air Gampel (1986) en Valais, le festival Windstock (2010) qui se déroule dans la ville de Martigny et qui prône la diversité musicale et artistique, le Rock Oz'Arènes (1992) un festival ayant lieu dans le cadre de l'amphithéâtre romain d'Avenches, le Verbier Festival (1994) un festival de musique classique à la montagne.
Montreux développe le tourisme dès le XIXe siècle. Délaissé dans la première moitié du XXe siècle à la suite des conflits mondiaux, Montreux renaît dans la seconde moitié du siècle avec plusieurs festivals renommés : le Festival de la Rose d'Or (1961) récompensant les programmes télévisés du monde entier, le Septembre musical (1946) et le Festival de jazz (1967) puis, plus tard, le Festival du rire de Montreux (1990). Le Festival de Jazz de Montreux durait trois jours en 1967. Il se développe ensuite en ouvrant l'offre initiale de jazz à d’autres styles de musique comme le rock et le blues, sa durée augmente au fil des ans comme la fréquentation (220 000 spectateurs pour les années 2000).
En 2004, le Festival de la Rose d'Or quitte Montreux pour s'installer à Lucerne au nouveau Palais de la culture et des congrès de Lucerne.
Le Festival international du film de Locarno à Locarno (1946) est un festival de film d'auteurs indépendants. Il dispose d'une réputation internationale. La Piazza Grande est le lieu emblématique du festival. Certains films y sont projetés en plein air sur un très grand écran (26 m de long et 14 m de haut) pour 8 000 spectateurs assis.
Le festival de bande dessinée BDSierre (1984 – 2004) a attiré jusqu'à 40 000 personnes, il était réputé au-delà de la Suisse. Il a disparu pour des raisons financières. Il renaît ensuite : BD'Pavés (2005 et 2006) puis Sismics Festival (dès 2007).

### Culture alternative

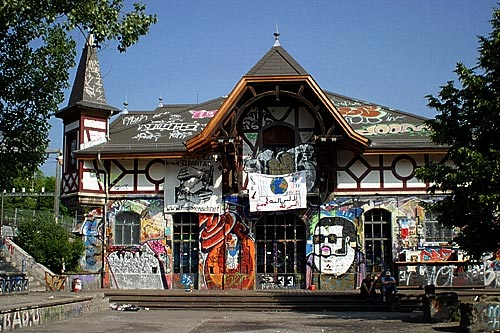
La Reithalle Berne.

Les années 1980 sont marquées par les revendications de la jeunesse pour des centres culturels autonomes. Les manifestations de cette époque contre les valeurs établies ont changé les mentalités. La culture alternative est désormais reconnue plus ou moins officiellement et les centres autonomes sont, au XXIe siècle, des lieux incontournables de la création artistique.
À Zurich, en automne 1979, des groupes revendiquent des lieux pour la scène musicale jeune et non commerciale. Début 1980, l'association Aktionsgruppe Rote Fabrik (ARF) (Groupe d'Action Rote Fabrik) est créée ; les autorités de la ville ne donnent pas suite à leurs revendications. Alors que l'on débat en ville d'un crédit de 60 millions de francs pour l'opéra de Zurich, des centaines de jeunes occupent le bâtiment le 30 avril 1980. L'ARF organise alors une manifestation, l'Opernhauskrawalle les 30 et 31 mai 1980, qui dégénère en émeute. Le climat insurrectionnel qui s'installe pendant plusieurs mois en 1980 et 1981, marque le début d'une révolte qui va se propager dans d'autres villes suisses comme à Lausanne avec le mouvement de « Lôzane bouge » en 1980 – 1981, à Berne en 1982 et 1987 et à Bâle en 1988,,.
Quelques centres culturels pour la jeunesse ou centres de culture alternative : la Rote Fabrik de Zurich (depuis 1980), la Caserne de Bâle (depuis 1980), la Reithalle Berne (partiellement en 1981 – 1982 puis durablement dès 1987),, Artamis à Genève (1996 - 2008), le Pantographe à Moutier (depuis 2006).

## Médias
- Presse écrite
- Internet

### Radio et télévision
La Société suisse de radiodiffusion et télévision (SRG SSR), fondée en 1931, est un groupe audiovisuel de droit public. Dans son offre de service public, il doit offrir à chaque aire linguistique des programmes de radio et de télévision. Il compte cinq unités d'entreprise (une par région linguistique) et Swissinfo, une plate-forme internet en neuf langues qui traite de l’actualité suisse. Les six entreprises de radio et télévision ont chacune leurs sièges sociaux et leurs studios dans leur aire linguistique respective : à Zurich, le siège de la télévision suisse alémanique cependant les studios de radio se trouvent dans plusieurs villes, notamment Bâle, Berne, et Zurich ; à Genève se trouve le siège de la télévision suisse romande ainsi qu'un studio de la radio suisse romande, à Lausanne le siège et les studios de la radio suisse romande, à Lugano la radio et télévision suisse italienne et à Coire la radio et télévision romanche.
Roger Schawinski, en 1981, est un pionnier de la radio locale en Suisse avec Radio 24, une radio pirate destinée à la région zurichoise. Sa radio émettait depuis le Pizzo Groppero en Italie moyennant la construction du plus fort émetteur d’ondes ultra-courtes d'Europe. Elle sera légalisée en 1983, lors de l'introduction des radios locales privées en 1983 et la fin du monopole de la SSR.
Des télévisions privées étrangères sont autorisées à diffuser en Suisse dès 1999. Il existe aussi des télévisions privées locales.

## Écoles
- Architecture
- Beaux arts
- Littérature
- Musique
- Spectacles et danse

### Écoles suisses de l'étranger
Des écoles dans divers pays du monde sont soutenues par la Confédération avec appui pédagogique et fourniture du matériel par les cantons. Au nombre de seize, (six en Europe, une en Afrique, deux en Asie et sept en Amérique Latine), ces écoles dispensent un enseignement biculturel en deux langues, confessionnellement neutres et d'intérêt public. Elles sont fréquentées par des enfants de Suisse, du pays hôte et d'États tiers, au total quelque 6 500 élèves de classes de maternelle au baccalauréat. Pratiquement toutes ces écoles dispensent les cours en allemand, en anglais et dans la langue du pays hôte. Seule l'école de Bogota dispense quelques cours en français, ailleurs, les expatriés romands envoient leurs enfants dans les écoles françaises,